# Берёзовское сельское поселение (Дмитровский район)
Берёзовское се́льское поселе́ние — муниципальное образование (сельское поселение) в составе Дмитровского района Орловской области.

## География
Расположено на юго-западе Дмитровского района, в 20 км от г. Дмитровска. Граничит с:
- Алешинским сельским поселением (на севере);
- Малобобровским сельским поселением (на востоке);
- Курской областью (на юге);
- Брянской областью (на юго-западе);
- Домаховским сельским поселением (на западе).

Основными водотоками сельского поселения являются реки Осмонь и Расторог. В южной части сельского поселения находится лесной массив «Воскресная Дача».

## История
Берёзовский сельсовет был образован в первые годы советской власти. По данным 1926 года входил в состав Круглинской волости Дмитровского уезда Орловской губернии. С 1928 года в составе Дмитровского района. 18 июля 1975 года административный центр Берёзовского сельсовета был перенесён из деревни Берёзовка в село Девятино.
15 октября 2004 года были упразднены посёлки Августовский, Дмитровский, Дубовой, Зелёная Роща, Лозовой, Никитовский, Самара, Ульяновский, располагавшиеся на территории сельсовета.

## Населённые пункты
В состав сельского поселения входят 13 населённых пунктов:
| №  | Населённый пункт | Тип населённого пункта |
| -- | ---------------- | ---------------------- |
| 1  | Девятино         | село, администр. центр |
| 2  | Алексеевский     | посёлок                |
| 3  | Берёзовка        | деревня                |
| 4  | Власовка         | деревня                |
| 5  | Высокий          | посёлок                |
| 6  | Новогеоргиевский | посёлок                |
| 7  | Новосёлки        | посёлок                |
| 8  | Октябрьский      | посёлок                |
| 9  | Осмонь           | село                   |
| 10 | Петровский       | посёлок                |
| 11 | Ровенский        | посёлок                |
| 12 | Спасский         | посёлок                |
| 13 | Холчёвка         | деревня                |